# Amegilla zonata
Amegilla zonata är en biart som först beskrevs av Carl von Linné 1758.  Amegilla zonata ingår i släktet Amegilla och familjen långtungebin. Inga underarter finns listade i Catalogue of Life.